# Intervalo entre primos

Distribuição de frequência dos intervalos entre primos consecutivos para primos até 1,6 bilhões. Os picos ocorrem em múltiplos de 6.

Um intervalo entre primos consecutivos é a diferença entre dois números primos sucessivos. O n-ésimo intervalo de primos, denotado por  gn ou g(pn) (Usa-se a letra g do inglês prime gap) é a diferença entre (n + 1)-ésimo é o
n-ésimo números primos, i.e.
{\displaystyle g_{n}=p_{n+1}-p_{n}.\ }
Tem-se que g1 = 1, g2 = g3 = 2, e g4 = 4. A sequência (gn) dos intervalos entre primos é intensamente estudada, por conta de sua importância na distribuição dos números primos. Apesar disso, diversas conjecturas permanecem sem demonstração ou refutação.
Os primeiros 60 intervalos entre dois primos consecutivos são:
1, 2, 2, 4, 2, 4, 2, 4, 6, 2, 6, 4, 2, 4, 6, 6, 2, 6, 4, 2, 6, 4, 6, 8, 4, 2, 4, 2, 4, 14, 4, 6, 2, 10, 2, 6, 6, 4, 6, 6, 2, 10, 2, 4, 2, 12, 12, 4, 2, 4, 6, 2, 10, 6, 6, 6, 2, 6, 4, 2, ... (sequência A001223 na OEIS).
Pela definição de gn, todo número primo pode ser escrito como
{\displaystyle p_{n+1}=2+\sum _{i=1}^{n}g_{i}.}

## Observações iniciais
O primeiro, menor e único intervalo entre primos consecutivos ímpar é 1, entre o único número primo par, 2, e o primeiro número primo ímpar, 3. Todos os outros intervalos entre primos são pares, pelo fato de quaisquer dois primos consecutivos maiores que 3 terem diferença par.
Existe apenas um par de intervalos entre três números naturais ímpares dos quais todos são primos. Estes intervalos são g2 eg3 entre os primos 3, 5 e 7 (o único par de números primos trigêmeos).
Para algum número primo P, escrevemos P# para representar P primorial, ou seja, o produto de todos os números primos menores ou iguais a P. Se Q é o número primo seguinte a  P, então a sequência
{\displaystyle P\#+2,P\#+3,\ldots ,P\#+(Q-1)}
é uma sequência Q − 2 números inteiros compostos, onde temos um intervalo entre primos de tamanho mínimo Q − 1. Portanto, existem intervalos entre primos de tamanho arbitrariamente longos, i.e., para cada número primo P, existe um inteiro n com g. Outra forma de ver que intervalos arbitrariamente grandes de primos é o fato de que a densidade de números primos se aproxima de zero, de acordo com o Teorema do Número Primo.
Na verdade, intervalos entre primos de P números podem ocorrer com  números muito menores que P#. Por exemplo, a menor sequência de 71 números inteiros compostos consecutivos ocorre entre 31398 e 31468, enquanto 71# tem vinte e sete dígitos – seu valor total é 557940830126698960967415390.

Ainda que os intervalos das diferenças entre primos aumentem assintoticamente como o logaritmo neperiano, a razão dos intervalos entre primos para os inteiros decresce e assintoticamente é 0. Isso é novamente consequência do teorema do número primo.
Na direção oposta, a conjectura dos primos gêmeos afirma que gn = 2 para infinitos valores inteiros de n.

## Resultados numéricos
O maior intervalo entre dois primos conhecidos até 2016 com prováveis primos identificados tem tamanho 4680156, com números primos de 99750 dígitos encontrada por Martin Raab. O maior intervalo entre dois primos com primos já provados tem tamanho 1113106, com números primos de 18662 encontrados por P. Cami, M. Jansen and J. K. Andersen.
Dizemos que gn é um intervalo maximal, se gm < gn {\displaystyle \forall } m < n.
O maior intervalo maximal conhecido até agosto de 2016  tem tamanho 1476, encontrado por Tomás Oliveira e Silva. É o septuagésimo-sétimo intervalo maximal, e ocorre após o número primo
1425172824437699411. Outros recordes de intervalos maximais podem ser vistos em (sequência A002386 na OEIS).
Em 1931, Westzynthius provou que os intervalos entre primos cresce de forma maior do que a logarítmica. Ou seja,

{\displaystyle \limsup _{n\to \infty }{\frac {g_{n}}{\log p_{n}}}=\infty .}
Normalmente, a razão gn / ln(pn) é chamada de mérito de um intervalo entre primos gn .
| Mérito    | gn    | algarismos | pn                                                        | Data | Descobridor            |
| --------- | ----- | ---------- | --------------------------------------------------------- | ---- | ---------------------- |
| 36,858288 | 10716 | 127        | {\displaystyle {\frac {7910896513\cdot 283\#}{30}}-6480}  | 2016 | Dana Jacobsen          |
| 36,590183 | 13692 | 163        | {\displaystyle {\frac {1037600971\cdot 383\#}{210}}-8776} | 2016 | Dana Jacobsen          |
| 36,420568 | 26892 | 321        | {\displaystyle {\frac {59740589\cdot 757\#}{210}}-14302}  | 2016 | Dana Jacobsen          |
| 35,424459 | 66520 | 816        | {\displaystyle {\frac {1931\cdot 1933\#}{7230}}-30244}    | 2012 | Michiel Jansen         |
| 35,310308 | 1476  | 19         | 1425172824437699411                                       | 2009 | Tomás Oliveira e Silva |

Até novembro de 2016, o maior valor de "mérito" conhecido foi descoberto por Dana Jacobsen, sendo
{\displaystyle {\frac {10716}{(\ln(p_{n}))^{2}}}\approx 36,858288}
onde 283# indica o primorial de 283.
A razão de Cramér–Shanks–Granville é dada por
{\displaystyle {\frac {g_{n}}{(\ln(p_{n}))^{2}}}} 
O maior valor conhecido dessa razão é 0,9206386 para o primo 1693182318746371. Outros termos recordes estão em (sequência A111943 na OEIS).
| #  | gn  | pn         |
| -- | --- | ---------- |
| 1  | 1   | 2          |
| 2  | 2   | 3          |
| 3  | 4   | 7          |
| 4  | 6   | 23         |
| 5  | 8   | 89         |
| 6  | 14  | 113        |
| 7  | 18  | 523        |
| 8  | 20  | 887        |
| 9  | 22  | 1 129      |
| 10 | 34  | 1 327      |
| 11 | 36  | 9 551      |
| 12 | 44  | 15 683     |
| 13 | 52  | 19 609     |
| 14 | 72  | 31 397     |
| 15 | 86  | 155 921    |
| 16 | 96  | 360 653    |
| 17 | 112 | 370 261    |
| 18 | 114 | 492 113    |
| 19 | 118 | 1 349 533  |
| 20 | 132 | 1 357 201  |
| 21 | 148 | 2 010 733  |
| 22 | 154 | 4 652 353  |
| 23 | 180 | 17 051 707 |
| 24 | 210 | 20 831 323 |
| 25 | 220 | 47 326 693 |

| #  | gn  | pn              |
| -- | --- | --------------- |
| 26 | 222 | 122 164 747     |
| 27 | 234 | 189 695 659     |
| 28 | 248 | 191 912 783     |
| 29 | 250 | 387 096 133     |
| 30 | 282 | 436 273 009     |
| 31 | 288 | 1 294 268 491   |
| 32 | 292 | 1 453 168 141   |
| 33 | 320 | 2 300 942 549   |
| 34 | 336 | 3 842 610 773   |
| 35 | 354 | 4 302 407 359   |
| 36 | 382 | 10 726 904 659  |
| 37 | 384 | 20 678 048 297  |
| 38 | 394 | 22 367 084 959  |
| 39 | 456 | 25 056 082 087  |
| 40 | 464 | 42 652 618 343  |
| 41 | 468 | 127 976 334 671 |
| 42 | 474 | 182 226 896 239 |
| 43 | 486 | 241 160 624 143 |
| 44 | 490 | 297 501 075 799 |
| 45 | 500 | 303 371 455 241 |
| 46 | 514 | 304 599 508 537 |
| 47 | 516 | 416 608 695 821 |
| 48 | 532 | 461 690 510 011 |
| 49 | 534 | 614 487 453 523 |
| 50 | 540 | 738 832 927 927 |

| #  | gn    | pn                        |
| -- | ----- | ------------------------- |
| 51 | 582   | 1 346 294 310 749         |
| 52 | 588   | 1 408 695 493 609         |
| 53 | 602   | 1 968 188 556 461         |
| 54 | 652   | 2 614 941 710 599         |
| 55 | 674   | 7 177 162 611 713         |
| 56 | 716   | 13 829 048 559 701        |
| 57 | 766   | 19 581 334 192 423        |
| 58 | 778   | 42 842 283 925 351        |
| 59 | 804   | 90 874 329 411 493        |
| 60 | 806   | 171 231 342 420 521       |
| 61 | 906   | 218 209 405 436 543       |
| 62 | 916   | 1 189 459 969 825 483     |
| 63 | 924   | 1 686 994 940 955 803     |
| 64 | 1 132 | 1 693 182 318 746 371     |
| 65 | 1 184 | 43 841 547 845 541 059    |
| 66 | 1 198 | 55 350 776 431 903 243    |
| 67 | 1 220 | 80 873 624,627,234,849    |
| 68 | 1 224 | 203 986 478 517 455 989   |
| 69 | 1 248 | 218 034 721 194 214 273   |
| 70 | 1 272 | 305 405 826 521 087 869   |
| 71 | 1 328 | 352 521 223 451 364 323   |
| 72 | 1 356 | 401 429 925 999 153 707   |
| 73 | 1 370 | 418 032 645 936 712 127   |
| 74 | 1 442 | 804 212 830 686 677 669   |
| 75 | 1 476 | 1 425 172 824 437 699 411 |

## Resultados posteriores

### Limite superior
O postulado de Bertrand, provado em 1852, afirma que sempre existe um número primo entre k e 2k, em particular pn+1 < 2pn, o que significa que gn < pn.
O teorema do número primo, provado em 1896, diz que as distâncias totais entre dois intervalos entre o primo p e o próximo primo é ln(p). O real tamanho do intervalo pode ser muito maior ou menor. Apesar disso, o teorema do número primo nos deduz um limite superior para o tamanho dos intervalos entre primos: Para todo ε > 0, existe um número N tal que
gn < εpn {\displaystyle \forall } n > N.
Pode-se deduzir que os intervalos arbitrariamente pequenos tem proporções com os números primos a partir do limite do quociente
{\displaystyle \lim _{n\to \infty }{\frac {g_{n}}{p_{n}}}=0.}
Hoheisel em 1930 foi o primeiro a mostrar que existe uma constante θ < 1 tal que
{\displaystyle \pi (x+x^{\theta })-\pi (x)\sim {\frac {x^{\theta }}{\log(x)}}{\text{para }}x\to \infty ,}
mostrando assim que
{\displaystyle g_{n}<p_{n}^{\theta },\,}
para n suficientemente grande.
Hoheisel obteve um possível valor {\displaystyle {\frac {32999}{33000}}} para θ. O valor da constante foi posteriormente aprimorado para {\displaystyle {\frac {249}{250}}} Heilbronn, e para θ = 3/4 + ε, para algum ε > 0, por Chudakov.
O melhor resultado é devido a Ingham, que mostrou que
{\displaystyle \zeta \left({\frac {1}{2}}+it\right)=O(t^{c})\,}
para alguma constante positiva c, onde O' refere-se à notação de ordem de grandeza, e
{\displaystyle \pi (x+x^{\theta })-\pi (x)\sim {\frac {x^{\theta }}{\log(x)}}}
para algum {\displaystyle \theta >{\frac {1+4c}{2+4c}}}. ζ denota a função zeta de Riemann e π a função contagem de números primos. Sabendo que para algum {\displaystyle c>{\frac {1}{6}}} é admissível, obtém-se que θ é um número maior que {\displaystyle {\frac {5}{8}}}.
Uma consequência imediata do resultado de Ingham é que sempre existe um número primo entre n3 e (n + 1)3, se n é suficientemente grande. A hipótese de Lindelöf pode implicar que a fórmula de Ingham funciona para qualquer constante positiva c: mas mesmo isso não é o suficiente para implicar que existe um número primo entre n2 e (n + 1)2 para n suficientemente grande (veja a Conjectura de Legendre). Para verificar isso, um resultado mais forte como a conjectura de Cramér se faz necessária.
Huxley em 1972 mostrou que pode-se escolher θ = \frac{7}{12} = 0,58(3).
Um resultado, devido a Baker, Harman e Pintz em 2001, mostrou que θ pode ser tomado como sendo 0,525.
Em 2005, Daniel Goldston, János Pintz e Cem Yıldırım demonstraram que
{\displaystyle \liminf _{n\to \infty }{\frac {g_{n}}{\log p_{n}}}=0}
e dois anos mais tarde mostraram que 
{\displaystyle \liminf _{n\to \infty }{\frac {g_{n}}{{\sqrt {\log p_{n}}}(\log \log p_{n})^{2}}}<\infty .}
Em 2013, Yitang Zhang provou que
{\displaystyle \liminf _{n\to \infty }g_{n}<7\cdot 10^{7},}
significando assim que existem infinitos intervalos entre dois primos consecutivos que não excedem 70 milhões. Um esforço colaborativo do projeto Polymath Project é feito para otimizar o limite de Zhang. Em novembro de 2013, James Maynard criou um novo refinamento, permitindo a ele reduzir o limite para 600 e mostra que para algum m existe um intervalo maximal de m números primos. Usando as ideias de  Maynard, o projeto Polymath melhorou o limite para 46; assumindo a conjectura de Elliott–Halberstam, N pode ser reduzido para 12 e 6, respectivamente.

### Limites inferiores
Em 1938, Robert Rankin provou a existência de uma constante c > 0 tal que a desigualdade
{\displaystyle g_{n}>{\frac {c\log n\log \log n\log \log \log \log n}{(\log \log \log n)^{2}}}}
funciona para infinitos valores de n, melhorando os resultados de Westzynthius e Paul Erdős. Ele posteriormente mostrou que esta constante pode ser c < eγ,onde γ é a constante de Euler–Mascheroni. O valor da constante c foi melhorado em 1997 para um valor menor que 2eγ.
Paul Erdős ofereceu um prêmio de $10000 (10000 dólares) para uma prova ou refutação de que a constante c na desigualdade acima pode ser tomado como sendo arbitrariamente grande. Foi provado como sendo correto em 2014 por Ford–Green–Konyagin–Tao e, de forma independente, por James Maynard.
O resultado foi posteriormente melhorado para
{\displaystyle g_{n}\gg {\frac {\log n\log \log n\log \log \log \log n}{\log \log \log n}}}
para infinitos valores de n por Ford–Green–Konyagin–Maynard–Tao.
Limites inferiores para cadeias de primos podem então ser determinados.

## Conjecturas sobre o intervalo entre primos

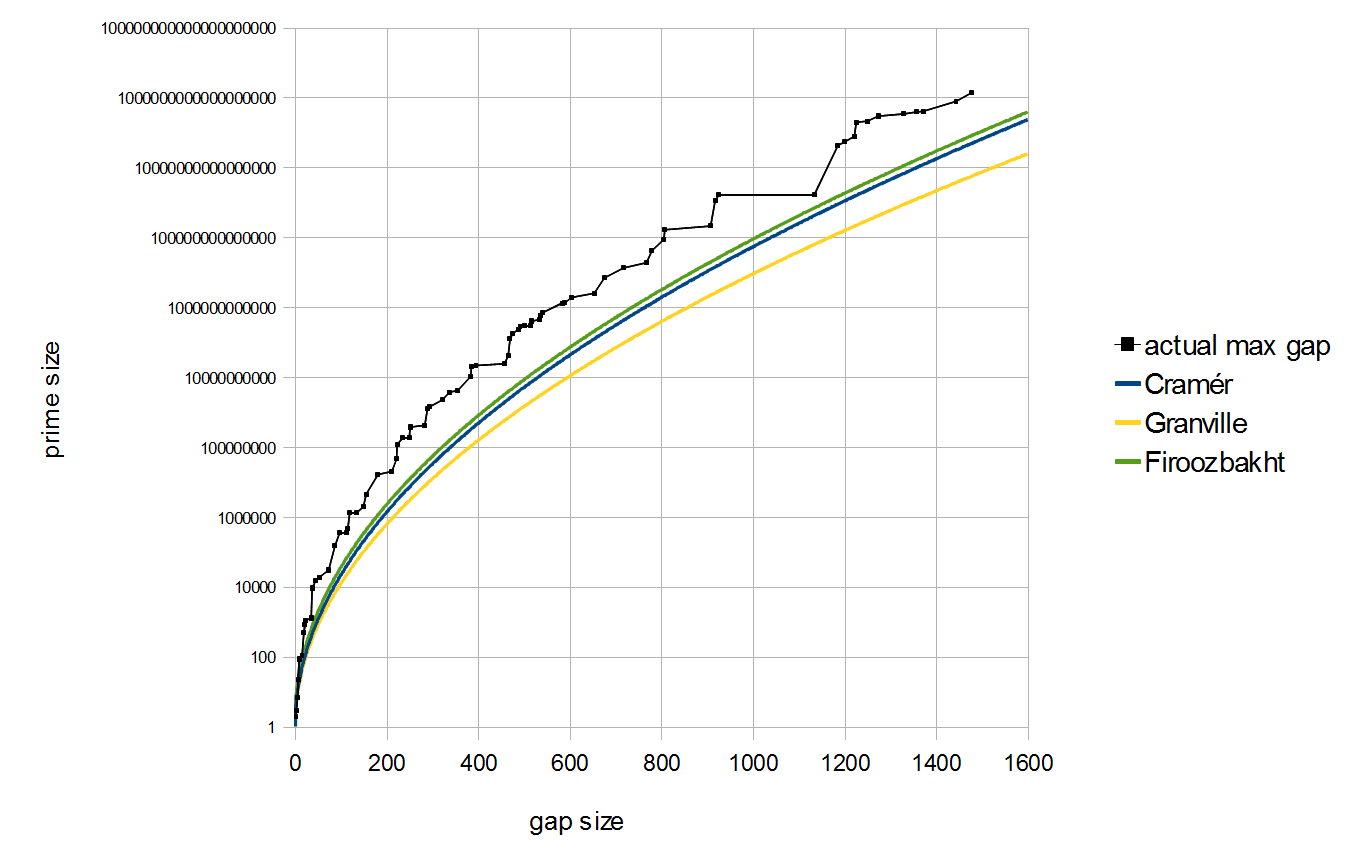
A função de intervalo entre primos.

Mesmo melhores resultados estão condicionados à hipótese de Riemann. Harald Cramér demonstrou que a hipótese de Riemann inplica que gn satisfaz
{\displaystyle g_{n}=O({\sqrt {p_{n}}}\log p_{n}),}
Posteriormente, ele conjecturou que esses valores são sempre menores. Ou seja, a conjectura de Cramér utiliza a seguinte assertiva:
{\displaystyle g_{n}=O\left((\log p_{n})^{2}\right).}
A conjectura de Firoozbakht afirma que {\displaystyle p_{n}^{1/n}} (onde {\displaystyle p_{n}} é o n-ésimo número primo) é uma função estritamente decrescente de n, i.e.,
{\displaystyle p_{n+1}^{1/(n+1)}<p_{n}^{1/n}\forall n\geq 1.}
Se esta conjectura for verdadeira, então a função {\displaystyle g_{n}=p_{n+1}-p_{n}} satisfaz
{\displaystyle g_{n}<(\log p_{n})^{2}-\log p_{n}{\text{ para todo }}n>4.}
Isso implica na forma forte da conjectura de Crámer, mas é inconsistente com as heurísticas de Granville e Pintz que sugere que {\displaystyle g_{n}>{\frac {2-\varepsilon }{e^{\gamma }}}(\log p_{n})^{2}} vale para {\displaystyle \varepsilon >0,} onde {\displaystyle \gamma } denota a constante de Euler-Mascheroni.
Enquanto isso, a conjectura de Oppermann é mais fraca que a conjectura de Cramér. O tamanho esperado de um intervalo entre dois primos consecutivos com a conjectura de Oppermann é da ordem de
{\displaystyle g_{n}<{\sqrt {p_{n}}}.}
Como resultado, isso significa (assumindo a conjectura de Oppermann como verdadeira) m > 0 (provavelmente m = 30) para todo número natual n > m satisfaz {\displaystyle g_{n}<{\sqrt {p_{n}}}.}
A conjectura de Andrica, a qual é mais fraca que a de Oppermann, afirma que
{\displaystyle g_{n}<2{\sqrt {p_{n}}}+1.}

## Como uma função aritmética
O tamanho do intervalo gn entre o n-ésimo e o (n + 1)-ésimo números primos é um exemplo de função aritmética. Nesse contexto, é usualmente denotada por dn e chamada de função diferença entre primos. Esta função não aditiva nem multiplicativa. 

## Programa em Python
Vários tipos de programas podem ser feitos para calcular o valor de {\displaystyle g_{n}}, sendo um importante recurso para a matemática computacional. Abaixo, tem-se uma versão para Python, que calcula {\displaystyle g_{n}} para os números primos entre 1 e 10000 (até ao número primo 9973):  
```
def
 
prime
(
num
):

    
for
 
divisor
 
in
 
range
(
2
,
 
num
):

        
if
 
num
 
%
 
divisor
 
==
 
0
:

            
return
 
False

    
return
 
True

list_prime
 
=
 
[]

for
 
i
 
in
 
range
(
1
,
10000
):

    
if
 
prime
(
i
):

        
list_prime
.
append
(
i
)

        

for
 
n
 
in
 
range
(
2
,
 
len
(
list_prime
)):

    
print
(
f
'g(
{
n
-
1
}
) = 
{
list_prime
[
n
]
 
-
 
list_prime
[
n
-
1
]
}
'
)

```